# Saint-Brancher
Saint-Brancher – miejscowość i gmina we Francji, w regionie Burgundia-Franche-Comté, w departamencie Yonne.
Według danych na rok 1990 gminę zamieszkiwało 316 osób, a gęstość zaludnienia wynosiła 14 osób/km² (wśród 2044 gmin Burgundii Saint-Brancher plasuje się na 600. miejscu pod względem liczby ludności, natomiast pod względem powierzchni na miejscu 357.).